# Nikola Vasiljević
Nikola Vasiljević (født 30. juni 1991) er en serbisk fodboldspiller.